# Armeniens Revolutionære Føderation
Armeniens Revolutionære Føderation (Hay Heghapokhakan Dashnaktsutiun (HHD)) er et socialistisk politisk parti i Armenien. Det blev grundlagt i Tbilisi i 1890 af Christapor Mikaelian, Stepan Zorian og Simon Zavarian. Partiet er aktivt i Armenien og i de lande, hvor den armenske diaspora findes, hovedsagelig i Libanon og den armensk kontrollerede stat Nagorno-Karabakh i Aserbajdsjan.
Partiet dannede Den demokratiske republik Armenien, som faldt for det sovjetiske styre i 1920, hvor republikken blev omdannet til Armenske SSR. 
HHD er Armeniens største socialistiske parti og det næststørste parti i landet. Det har mandater i Armenien, Libanon og Nagorno-Karabakh.